# Purdue-universiteit

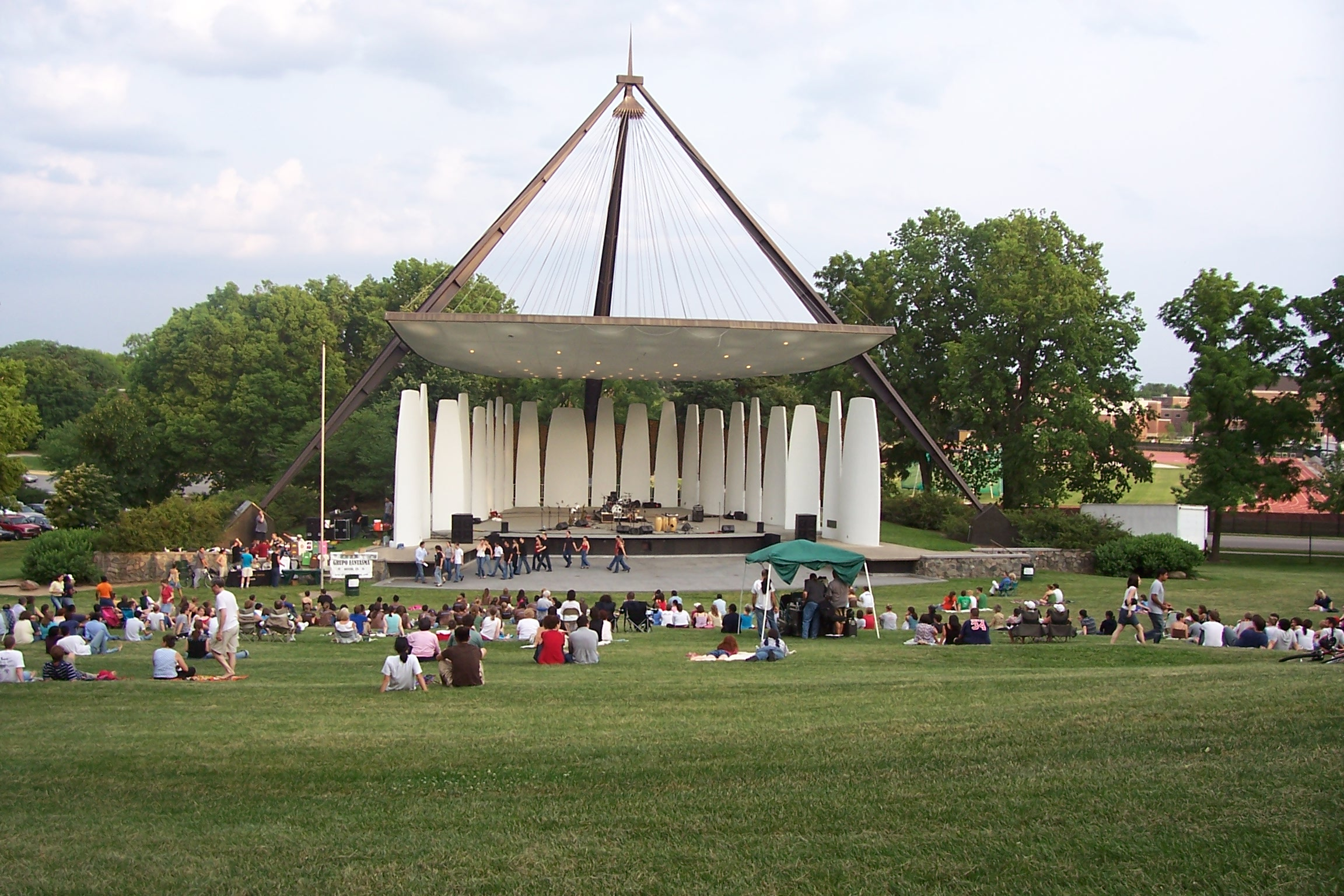
Slayter Center of Performing Arts, Purdue University

De Purdue-universiteit (Engels: Purdue University) is een Amerikaanse universiteit, gevestigd in West Lafayette in de staat Indiana. De universiteit is vernoemd naar de rijke zakenman John Purdue, wiens steun het oprichten ervan mede mogelijk maakte.
Purdue heeft zo'n 70.000 studenten verdeeld over zes verschillende locaties (campussen). De hoofdcampus is in West Lafayette (Indiana). De universiteit scoorde in 2006 86ste in de wereldranglijst van het Amerikaanse blad Newsweek (onder Utrecht, Wageningen en Leiden, boven de UvA) en blinkt vooral uit op de gebieden techniek, landbouw en management. Hiernaast is Purdue vooral bekend om haar American football- en basketball-teams.
Studenten en personeel van de universiteit worden wel met de bijnaam Boilermakers aangeduid.

## Bekende studenten en medewerkers
- Jon Anton, klantvriendelijkheidsspecialist
- Neil Armstrong, astronaut, eerste mens op de maan
- Drew Brees, American Football-Quarterback voor de New Orleans Saints (NFL)
- Eugene Cernan, astronaut, laatste mens op de maan
- Ward Cunningham, de uitvinder van het wiki-concept
- Amelia Earhart, vliegenier, eerste die solo de Stille Oceaan overstak
- Linda Escobar, botanica die was gespecialiseerd in passiebloemen
- Ray Ewry, atleet, winnaar van 10 gouden medailles tijdens verschillende Olympische Spelen
- Russell Games Slayter, de uitvinder van glasvezel
- Peter Horton, botanicus
- Edward Mills Purcell, winnaar van de Nobelprijs voor natuurkunde in 1952
- Ben Roy Mottelson, winnaar van de Nobelprijs voor natuurkunde in 1975
- Ei-ichi Negishi, winnaar van de Nobelprijs voor scheikunde in 2010
- Kyle Orton, American Football-Quarterback voor de Denver Broncos (NFL)
- Bernard Pollard, American Football-Defensive Back voor de Houston Texans (NFL)
- George Peppard, acteur, speelde Hannibal in The A-Team
- Booth Tarkington, schrijver, winnaar van twee Pulitzer-prijzen
- Daniel Trembly MacDougal, botanicus